# All Killer No Filler
All Killer No Filler é o álbum de estreia da banda Sum 41, lançado em 8 de Maio de 2001.
O Top40.com classifica o disco no nº 9 dos melhores álbuns punk pop de todos os tempos.
| Críticas profissionais                                                      | Críticas profissionais |
| Avaliações da crítica                                                       | Avaliações da crítica  |
| Fonte                                                                       | Avaliação              |
| --------------------------------------------------------------------------- | ---------------------- |
| allmusic                                                                    | [ 2 ]                  |
| Rolling Stone                                                               | [ 3 ]                  |
| Sputnikmusic                                                                | [ 4 ]                  |
| Esta tabela precisa de ser acompanhada por texto em prosa. Consulte o guia. |                        |

## Faixas
Todas as canções são de Deryck Whibley e Greig Nori, exceto quando há anotação contrária.
| N.º | Título                        | Duração |  |
| 1.  | "Introduction to Destruction" | 0:37    |  |
| 2.  | "Nothing on My Back"          | 3:01    |  |
| 3.  | "Never Wake Up"               | 0:49    |  |
| 4.  | "Fat Lip"                     | 2:58    |  |
| 5.  | "Rhythms"                     | 2:58    |  |
| 6.  | "Motivation"                  | 2:49    |  |
| 7.  | "In Too Deep"                 | 3:27    |  |
| 8.  | "Summer"                      | 2:49    |  |
| 9.  | "Handle This"                 | 3:37    |  |
| 10. | "Crazy Amanda Bunkface"       | 2:15    |  |
| 11. | "All She's Got"               | 2:21    |  |
| 12. | "Heart Attack"                | 2:48    |  |
| 13. | "Pain for Pleasure"           | 1:43    |  |

Faixas Bonus
| N.º | Título                                                     | Duração |  |
| 14. | "Makes No Difference [faixa bonus no Reino Unido e Japão]" | 3:10    |  |

## Ficha técnica
- Sum 41
  - Deryck Whibley - guitarra, vocalista
  - Dave Baksh - guitarra, vocal de apoio
  - Cone McCaslin - baixo, vocal de apoio
  - Steve Jocz - bateria, vocal de apoio
- Greig Nori - empresário, vocal de apoio, guitarra
- Jerry Finn - Produtor
- Tom Lord-Alge - Mixisagem
- Jonathan Mannion - Fotografia (Inlay Design)
- Joe McGrath - Engenheiro de som
- Sean O'Dwyer - Engenheiro de som
- Robert Read - Assistente
- Alan Sanderson - Assistente
- Katy Teasdale - Assistente

## Tabelas
Álbum - Billboard (América do Norte)
| Ano  | Chart               | Posição |
| ---- | ------------------- | ------- |
| 2001 | Billboard 200       | 13      |
| 2001 | Top Canadian Albums | 1       |
| 2001 | UK Albums           | 7       |

Singles - Billboard (América do Norte)
| Ano  | Single        | Chart                 | Posição |
| ---- | ------------- | --------------------- | ------- |
| 2001 | "Fat Lip"     | Modern Rock Tracks    | 1       |
| 2001 | "Fat Lip"     | The Billboard Hot 100 | 66      |
| 2001 | "In Too Deep" | Modern Rock Tracks    | 10      |
| 2002 | "Motivation"  | Modern Rock Tracks    | 24      |